# Feng Bin
Feng Bin (冯彬S, Féng BīnP; Penglai, 3 aprile 1994) è una discobola cinese, campionessa del mondo nel 2022 a Eugene.

## Carriera sportiva
Feng Bin ha acquisito la sua prima esperienza internazionale ai Campionati mondiali giovanili 2011 vicino a Lilla, dove ha ottenuto il quarto posto con 51,25 m. Nel 2015 ha vinto la medaglia d'oro con 62,07 m ai Giochi mondiali militari di Mungyeong, Corea del Sud. L'anno successivo si è qualificata per i Giochi olimpici di Rio de Janeiro, dove è arrivata ottava in finale con 63,06 m, così come ai Campionati del mondo di Londra l'anno successivo, dove ha concluso l'esibizione con 61,56 m nel lancio finale. Nel 2018 ha partecipato per la prima volta ai Giochi asiatici di Giakarta e ha vinto la medaglia d'argento con 64,25 m dietro alla connazionale Chen Yang e davanti all'indiana Seema Antil. Nel 2019 ha vinto i Campionati asiatici a Doha con un nuovo record personale di 65,36 m. Ai Campionati del mondo di inizio ottobre, si è classificata quinta in finale con una distanza di 62,48 m. Ha poi vinto di nuovo ai Giochi mondiali militari di Wuhan con 64,83 m. Nel 2021 ha preso parte nuovamente alle Olimpiadi estive di Tokyo in cui ha mancato la finale con 60,45 m. L'anno successivo ha gareggiato ai Campionati del mondo di Eugene e ha vinto sorprendentemente con un nuovo record personale di 69,12 m, rendendola la seconda campionessa del mondo cinese nel lancio del disco insieme a Li Yanfeng.
Nel 2023 è arrivata seconda al Golden Gala Pietro Mennea con 65,91 m e ha mantenuto il titolo ai Campionati asiatici di Bangkok con un nuovo record iridato di 66,42 m. Ad agosto ha vinto ai Mondiali di Budapest con 68,20 m la medaglia di bronzo dietro alle statunitensi Laulauga Tausaga e Valarie Allman. Poco dopo ha vinto la Xiamen Diamond League con 67,41 m e ha poi ottenuto un nuovo record di 67,93 m ai Giochi asiatici di Hangzhou.
Nel 2015, 2018, 2019 e 2023, Feng è diventata campionessa cinese nel lancio del disco. Si è laureata in coaching all'Università di Nanchang.
Il suo primato personale è di 69,12 m, ottenuto durante i campionati del mondo di Oregon 2022, che le ha permesso di vincere l'oro. Nel 2024 vince la medaglia d'argento alle Olimpiadi di Parigi, alle spalle della statunitense Valarie Allman.

## Palmarès
| Anno | Manifestazione           | Sede           | Evento           | Risultato | Misura  | Note                                                  |
| ---- | ------------------------ | -------------- | ---------------- | --------- | ------- | ----------------------------------------------------- |
| 2011 | Mondiali allievi         | Lilla          | Lancio del disco | 4ª        | 51,25 m |                                                       |
| 2015 | Giochi mondiali militari | Mungyeong      | Lancio del disco | Oro       | 62,07 m |                                                       |
| 2016 | Giochi olimpici          | Rio de Janeiro | Lancio del disco | 8ª        | 63,06 m |                                                       |
| 2017 | Mondiali                 | Londra         | Lancio del disco | 8ª        | 61,56 m |                                                       |
| 2018 | Giochi asiatici          | Giacarta       | Lancio del disco | Argento   | 64,25 m |                                                       |
| 2019 | Campionati asiatici      | Doha           | Lancio del disco | Oro       | 65,36 m | Record dei campionati · Miglior prestazione personale |
| 2019 | Mondiali                 | Doha           | Lancio del disco | 5ª        | 62,48 m |                                                       |
| 2021 | Giochi olimpici          | Tokyo          | Lancio del disco | 17ª (q)   | 60,45 m |                                                       |
| 2022 | Mondiali                 | Eugene         | Lancio del disco | Oro       | 69,12 m | Miglior prestazione personale                         |
| 2023 | Campionati asiatici      | Bangkok        | Lancio del disco | Oro       | 66,42 m |                                                       |
| 2023 | Mondiali                 | Budapest       | Lancio del disco | Bronzo    | 68,20 m | Miglior prestazione personale stagionale              |
| 2023 | Giochi asiatici          | Hangzhou       | Lancio del disco | Oro       | 67,93 m | Record dei Giochi                                     |
| 2024 | Giochi olimpici          | Parigi         | Lancio del disco | Argento   | 67,51 m |                                                       |